# Рейман, Маттеус
Маттеус Рейман (нем. Matthäus Reimann/Reymann, Matthias Reimann/Reymann; 1544—1597) — доктор права и советник при дворе императора Рудольфа II; также музыкант-лютнист.
Автор двух лютневых произведений:
- «Noctes musicae» (Гейдельберг; 1598) — полное название «Noctes musicae, studio et industria Matthaei Reymani Toronensis Borussi concinnatae. Editio est Voegeliana»;
- «Cythara sacra, sive Psalmodiae Davidis ad usum testudinis accommodatae» (Кёльн, 1613).